# NGC 2831
NGC 2831 este o radiogalaxie situată în constelația Linxul. A fost descoperită în 13 martie 1850 de către William Parsons, 3rd Earl of Rosse⁠(d).